# Brug 435
Brug 435 is een vaste brug in Watergraafsmeer, Amsterdam-Oost.
De betonnen verkeersbrug die ook beschouwd kan worden als duiker, vormt de verbinding tussen de Von Guerickestraat en Rosendaalstraat. Zij overspant de Fahrenheitsingel. De brug is ontworpen door architect Piet Kramer, maar dat is architectonisch nauwelijks terug te vinden. Er zijn geen uiterlijke kenmerken van de Amsterdamse School, geen kunstwerken of sierlijke balustrades. De brug ligt er sinds 1939/1940.
Tot 2016 stond de brug officieus te boek als de 'Thermometerbrug', vernoemd naar de temperatuurschaal van Gabriel Fahrenheit. In juli 2016 wilde de gemeente af van officieuze benamingen en liet de bevolking kiezen tussen de officieuze naam officieel maken, een verzoek tot nieuwe vernoeming insturen, dan wel de brug anoniem door het leven te laten gaan. Er werd toen voor de laatste optie gekozen.
<<< · 400 · 401 · 402 · 403 · 404 · 405 · 406 · 407 · 408 · 409 · 410 · 411 · 413 · 414 · 415 · 416 · 417 · 418 · 419 · 420 · 421 · 422 · 423 · 424 · 425 · 427 · 429 · 430 · 431 · 432 · 433 · 434 · 435 · 436 · 437 · 438 · 439 · 440 · 441 · 442 · 443 · 444 · 445 · 446 · 447 · 448 · 449 · 450 · 451 · 452 · 453 · 454 · 455 · 456 · 457 · 458 · 459 · 460 · 461 · 462 · 463 · 464 · 465 · 466 · 469 · 470 · 471 · 472 · 473 · 474 · 475 · 476 · 478 · 479 · 480 · 482 · 483 · 485 · 486 · 487 · 488 · 489 · 490 · 491 · 492 · 493 · 494 · 495 · 496 · 497 · 499 · >>>
Brugnummers 412, 426, 428, 467, 468, 477, 481, 484 en 498 zijn niet (meer) vergeven.